# Weidleplan
Weidleplan Consulting GmbH war ein deutsches Generalplanungsleistungsunternehmen mit dem Sitz in Stuttgart-Feuerbach. 1979 entwarf Weidleplan den Olympia-Sportkomplex Athen, wo später die Olympischen Sommerspiele 2004 nach einer Renovierung stattfanden. 1994 ging aus dem Unternehmen die Tochtergesellschaft Weidleplan Projektmanagement (wpm) hervor, die 2005 an Dornier verkauft wurde. Von 2004 bis 2010 baute Weidleplan das Jaber-Al-Ahmad-Stadion in Kuwait. Die Gesellschaft ist 2010 wegen Vermögenslosigkeit gemäß § 394 FamFG von Amts wegen gelöscht worden. Das Registerblatt ist geschlossen. Im Dezember 2011 wurde das Weidleplan-Gelände in Feuerbach abgerissen, damit dort ein Wohnviertel entstehen kann. Weidleplan wurde 1948 gegründet, hat ca. 300 Mitarbeiter und hat einen Umsatz von knapp 44 Mio. Euro.